# 梅西亚新镇
梅西亚新镇，是西班牙安达卢西亚自治区格拉纳达省的一个市镇。总面积11平方公里，2001年普查人口總數為2005人，人口密度為每平方公里182人。